# Aeroportul Miquelon
Aeroportul Miquelon (IATA: MQC, ICAO: LFVM) este un aeroport din Miquelon Island⁠(d), Saint Pierre și Miquelon, Franța ce deservește zona Miquelon-Langlade⁠(d). Aeroportul a fost tranzitat în 2022 de 6.929 de pasageri.
Situat la o altitudine de 3 m, aeroportul dispune de o singură pistă.